# Слатки новембар
Слатки новембар (енгл. Sweet November) америчка је романтична комедија из 2001. године. Режију потписује Пет О’Конор, по сценарију Курта Велкера, док главне улоге тумаче Кијану Ривс и Шарлиз Терон.

## Радња
Сара Дивер је сан сваког мушкарца: секси, паметна и наизглед промискуитетна, јер има љубавника колико има месеци у години — за сваки месец по једног. Међутим, истина је сасвим другачија: необична Сара сваког месеца покушава да одведе случајно одабраног заблуделог мушкарца на прави пут. Истовремено од света успешно крије сопствену велику тајну.
Међутим, када Сара упозна емотивно хладног и успешног предузетника Нелсона, ствари почињу да се мењају. Он одбија њен предлог једномесечне везе, али када у једном језивом дану изгуби и посао и девојку, он ипак прихвата њену необичну понуду. Нелсонова осећања према Сари ускоро постају велики проблем, највише зато што су узвраћена. Док Сара панично покушава да отера Нелсона од себе, он открива њену тајну.

## Улоге
| Глумац          | Улога       |
| --------------- | ----------- |
| Кијану Ривс     | Нелсон Мос  |
| Шарлиз Терон    | Сара Дивер  |
| Џејсон Ајзакс   | Чез Вотли   |
| Грег Герман     | Винс Холанд |
| Лорен Грејам    | Анџелика    |
| Лијам Ејкен     | Абнер       |
| Френк Ланџела   | Едфар Прајс |
| Реј Бејкер      | Бади Лич    |
| Мајкл Розенбаум | Брендон     |
| Роберт Џој      | Рејфорд Дан |
| Џејсон Кравиц   | Мени        |
| Том Булок       | Ал          |
| Сузан Зелински  | конобарица  |